# インディアナ州の旗
インディアナ州の旗（インディアナしゅうのはた）は、アメリカ合衆国インディアナ州の州旗である。
この旗はポール・ハドリーによりデザインされ、1917年5月31日にインディアナ州が公式に採用された。

## 歴史
1916年、インディアナ州100周年記念に総会はインディアナの州旗を制定する決議を発布した。
旗のデザインはポール・ハドリーの設計したものが採用される。
1917年5月31日に、ハドリーの旗は公式のインディアナ州旗として採用された。 総会はハドリーの当初のデザインにインディアナという単語を加えるという変更を行った。